# Lumi paralele (film)
Lumi paralele (titlu original: Doorways, cu sensul de Porți deschise) este un film SF de televiziune american din 1993 scris de George R. R. Martin și regizat de Peter Werner.  Rolurile principale au fost interpretate de actorii George Newbern, Anne Le Guernec și Kurtwood Smith.
A fost creat ca un episod pilot al unui serial TV care nu a mai fost realizat. 

## Prezentare
„Poate că asta nu e singura lume, poate că pentru orice lume în care moneda cade pe o parte, există o altă lume în care cade cu reversul. O lume în care Hitler a câștigat cel de-Al Doilea Război Mondial. O lume în care indienii din America de Sud descoperă Europa cu trei corăbii mici. O lume în care John Kennedy îl asasinează pe președintele SUA Lee Harvey Oswald. O lume în care Elvis Presley mai cântă și Marilyn Monroe trăiește și câștiga numeroase premii Oscar. O lume în care dinozaurii încă domină planeta. O lume în care funcționează magia și nu fizica. O lume în care echipa LA Dodgers nu a plecat niciodată din Brooklyn. Lumi după alte lumi, universuri după alte universuri, legate împreună asemenea unor pagini dintr-o carte și totuși diferite, fiecare din ele cu propria poveste. Un număr infinit de lumi, fiecare visând la celelalte. Și între ele poate că se află porți deschise.”— -Începutul filmului
O femeie misterioasă, sălbatică, cunoscută doar sub numele de Cat (Anne Le Guernec), apare în mijlocul unei autostrăzi, cauzând un accident de autoturisme. Ea trage într-un camion, care explodează, iar ea este rănită de un fragment de șrapnel. Apoi este dusă la un spital unde este îngrijită de Dr. Thomas Mason (George Newbern).
După ce își termină tura, Thomas o vizitează pe prietena sa Laura (Carrie-Anne Moss), cu care discută despre noua pacientă misterioasă. Între timp, pe autostradă apar trei ființe îmbrăcate în întuneric și un podium plutitor (care conține un Lord întunecat) în același loc în care a apărut Cat.
A doua zi, Thomas descoperă că femeia necunoscută a fost scoasă din spital și se confruntă cu agentul special FBI Trager (Kurtwood Smith), care îl însoțește într-un laborator subteran secret. Acolo, Dr. Roth (Max Grodénchik) îi explică lui Thomas că arma lui Cat (arma "phut BOOM") și brățara ei ("geosincronatorul") prezintă un amestec neobișnuit de proprietăți organice și tehnologice care nu par să fi fost concepute pentru mâinile omenești. Thomas este dus la Cat și îi dă înapoi brățara, care permite uneia dintre ființele îmbrăcate în întuneric, Thane (Robert Knepper), s-o urmărească.

## Distribuție
- George Newbern ca Dr. Thomas Mason.
- Anne Le Guernec - Cat.
- Robert Knepper ca Thane.
- Kurtwood Smith ca Special Agent Trager.
- Carrie-Anne Moss ca Laura.
- Max Grodénchik ca Dr. Roth.
- Hoyt Axton ca Jake.
- Tisha Putman - Cissy, nepoata lui Jake

## Producție

### Dezvoltare
George R. R. Martin a prezentat conceptul unui serial TV Doorways  în 1991 mai multor rețele de televiziune, iar ABC a fost de acord să îl cumpere. Episodul pilot a fost produs împreună cu Columbia Pictures. Martin a petrecut mult timp din anul 1991 redactând și șlefuind scenariul pilot. Acest proces a continuat până când, în ianuarie 1992, producției i s-a dat lumină verde de producție. Anne Le Guernec a fost distribuită în rolul lui Cat, dar actorul pe care compania de producție l-a dorit pentru rolul lui Thomas, George Newbern, se afla în mijlocul altor filmări. După câteva sute de audiții, s-a decis amânarea filmării pilotului până când Newbern a fost liber în mai 1992.
Seria a fost numită inițial Doors (portalurile prin care Tom și Cat călătoresc sunt denumite întotdeauna Doors mai degrabă decâ Doorways), dar titlul a fost schimbat după ce ABC și-a exprimat îngrijorarea că ar putea fi confundat fie cu trupa rock The Doors, fie cu filmul biografic al lui Oliver Stone The Doors.
În august 1992, o variantă needitată a episodului-pilot a fost prezentată directorilor ABC, care au reacționat cu entuziasm și au comandat șase scenarii suplimentare pentru serial. Martin a lucrat la aceste scenarii în următoarele șase luni împreună cu Michael Cassutt, Ed Zuckerman, Steve De Jarnatt și J. D. Feigelson. În mai 1993, ABC a anunțat că a renunțat la Doorways.

### Legătura cuCălătorii în lumi paralele
Au existat speculații că serialul Sliders (Călătorii în lumi paralele) a fost inspirat de Doorways (Lumi paralele). În acest serial (Sliders), eroii principali sunt tot fugari prin lumi paralele, care poartă un dispozitiv care să le spună unde și când se deschide următoarea ușă spre un alt univers paralel. În momentul lansării Sliders, Evelyn C. Leeper a remarcat asemănările cu Doorways. Ca răspuns la zvonurile conform cărora creatorul Sliders, Tracy Tormé, ar fi depus o cerere pentru o lucra ca scenarist la Doorways, Martin a clarificat acest lucru într-o postare din 1995 pe serviciul online GEnie în care afirmă că agentul lui Tormé a întrebat despre acest post de lucru, în timp ce Tormé a negat orice legătură între Sliders și Doorways. 